# 橋本晶子
橋本 晶子（はしもと しょうこ、1959年5月26日 - ）は、日本の女優。身長156cm。宝映テレビプロダクションに所属していた。

## 出演

### テレビドラマ
- 猿飛佐助 第2話「甲賀忍法 風遁忍び凧」（1980年）
- 新・江戸の旋風 第20話「地獄極楽夢のからくり」（1980年）
- ライオン奥様劇場 / おれは亭主だ 第1作（1982年）
- 火曜サスペンス劇場
  - 松本清張の霧の旗（1983年）
  - 取調室 第11作「ホシは元外科医の女性評論家、凶器なき密室殺人に県警が挑んだ12日間」（2000年）
- ライオン午後のサスペンス / 雪の螢（1983年）
- 花王愛の劇場 / 妻の旅立ち（1984年）
- ザ・サスペンス / 啜り泣く石（1984年）
- 太陽にほえろ! 第631話「ロックとブルース」（1985年）
- 金曜女のドラマスペシャル / クルーザー殺人事件（1986年）
- 木曜ゴールデンドラマ
  - マルタの女 第1作（1988年）
  - ひと言の罰（1991年）
- ママたちの受験戦争（1991年）
- 月曜ドラマスペシャル / 火の玉婦長さん物語 第1作（1991年）
- 真夏の刑事（1992年）
- ウルトラマンコスモス 第24話「ぬくもりの記憶」（2001年） - 高杉妙子
- 土曜ワイド劇場 / おとり捜査官・北見志穂 第9作「美人令嬢連続殺人! 逮捕した通り魔が復讐殺人鬼に!? 狙われた女刑事」（2005年） - 山瀬雅美
- 水曜ミステリー9 / 刑事吉永誠一 涙の事件簿
  - 第4作「いちばん大切な死体（ひと）」（2006年）
  - 第5作「約束の指切り」（2007年）
- おかわり飯蔵（2007年） - 谷山昌子
- 超歴史ミステリーロマン4 〜女たちの戦国〜（2007年）
- 御宿かわせみ 第1シリーズ
- 再会

### バラエティ
- 天才てれびくんMAX

### 映画
- あゝ野麦峠 新緑篇（1982年） - 桜井ヤス

### 舞台
- 『悪魔の手毬唄』より〜探偵 金田一耕助の恋（1995年）
- うつせみ川
- おんな腕まくり
- 女たちの夜明け
- 菊がさね
- 春燈
- はいからさんが通る
- 真砂屋お峰
- 山彦ものがたり
- ゆずり葉
- ゆずり葉の井戸
- 夢見る街へご招待

### CM
- ミノルタビデオカメラ

### WEB
- まほろば